# Virtua Racing
Virtua Racing (バーチャレーシング, Virtual Racing), en forme abrégée V.R. ou VR, est une série de jeux vidéo de course automobile issue de la franchise du même nom, créée par Yū Suzuki, initialement développée par Sega-AM2 et éditée par Sega.

## Liste de jeux
- 1992 - Virtua Racing
- 1993 - Virtua Formula
- 1994 - Virtua Racing Deluxe
- 1995 - Time Warner Interactive's V.R. Virtua Racing
- 2004 - Virtua Racing: FlatOut
- 2019 - Sega Ages Virtua Racing